# Buwon-dong
Buwon-dong (koreanska: 부원동) är en stadsdel i staden Gimhae i provinsen Södra Gyeongsang i den sydöstra delen av Sydkorea, 310 km sydost om huvudstaden Seoul. Gimhae stadshus ligger i Buwon-dong.